# Ariel Davrieux
Ariel Davrieux és un economista i polític uruguaià, pertanyent al Partit Colorado.

## Biografia
Graduat de comptador públic a la Universitat de la República. Actualment és professor catedràtic grau 5 d'Economia a la facultat d'Economia.
El 1985, durant la primera presidència de Julio María Sanguinetti, va ingressar com a Director de l'Oficina de Planejament i Pressupost (OPP), romanent en el càrrec durant tot el mandat. El 1995, durant la segona presidència de Sanguinetti, va tornar a ocupar aquest lloc, continuant posteriorment en les mateixes funcions durant la presidència de Jorge Batlle i fins al final del mandat.